# 柏市立富勢小学校
柏市立富勢小学校（かしわしりつ とみせしょうがっこう）は、千葉県柏市布施925-1に所在する公立小学校。２学期制で、林間・修学旅行・音楽祭は秋、運動会は春に行う（2021年現在）。
2005年に開校105周年記念として、全生徒が校庭でそれぞれ配置し、航空写真を撮るというイベントが行われた。
2010年1月に超人シェフ倶楽部から菰田欣也、吉岡英尋、桝谷周一郎が訪れ、スーパー給食が実施された。
開校110周年として、2005年と同等に航空写真撮影を行う。
2012年夏に行われた千葉県吹奏楽コンクールで金賞受賞。
略称は「富小」等。
2020年に開校120周年を迎えた。
その時，航空写真を撮るイベントが行われた。

## 交通
徒歩
北柏駅から徒歩20分。
バス
富勢出張所前バス停から徒歩0分。又、布施入口バス停から徒歩3分。